# Isla Cojata
La isla Cojata es una isla lacustre de Bolivia, ubicada en el lago Titicaca. Administrativamente está ubicada en el municipio de Huarina de la provincia de Omasuyos en el departamento de La Paz, en la zona occidental del país. En la isla se encuentra la localidad homónima, que cuenta con una población de 158 habitantes.